# Plagiolirion
Plagiolirion là chi thực vật có hoa trong họ Amaryllidaceae.